# معتمدية سكرة
معتمدية سكرة إحدى معتمديات الجمهورية التونسية، تابعة لولاية أريانة.و تتكون معتمدية سكرة من سبع عمادات و هي سكرة، دار فضال ، البساتين، شطرانة، برج الوزير، النسيم، التعمير الخامس